# Cieśnina Morotai
Cieśnina Morotai (indonez. Selat Morotai) – cieśnina w Indonezji na Oceanie Spokojnym; oddziela wyspy Halmahera i Morotai; długość ok. 35 km, szerokość 15–25 km.  